# Championnat du monde féminin de curling 1999
Navigation
Édition précédente Édition suivante
Le Championnat du monde féminin de curling 1999, vingt-et-unième édition du championnat du monde féminin de curling, a eu lieu du 3 au 11 avril 1999 à l'Harbour Station de Saint-Jean, au Canada. Il est remporté par la Suède.